# Клинглер, Петра
Петра Клинглер (нем. Petra Klingler; род. 14 февраля 1992, Швейцария) — швейцарская спортсменка, специализирующаяся в скалолазании. Соревнуется в боулдеринге, лазании на скорость, лазании на трудность и ледолазании. Чемпионка мира 2016 года в боулдеринге.

## Ранние годы
Клинглер — скалолазка в третьем поколении, она начала лазать по мультипитчу, когда ей было шесть лет. Петра с братом проводили выходные на свежем воздухе, в то время как её родители, бабушка и дедушка занимались лазанием. В подростковом возрасте она устала заниматься скалолазанием с родителями и начала ходить в тренажерные залы и участвовать в соревнованиях. В юности она хорошо владела верховой ездой, но в 13 лет переросла местные соревнования и вместо этого начала заниматься скалолазанием. Клинглер сначала соревновалась в лазании на трудность, а затем стала больше уделять внимание боулдерингу.

## Карьера
Клинглер достаточно поздно, в возрасте 23 лет, одержала свою первую победу в боулдеринге на Кубке мира в 2015 году. В том же году она заняла третье место на чемпионате мира по ледолазанию и выиграла медали на других соревнованиях. Клинглер выиграла чемпионат мира в боулдеринге в 2016 году.
В 2016 году она изучала спортивную науку и психологию в Бернском университете, одновременно тренируясь. Она занималась 10 раз в неделю. Клинглер описала свой основной тренажерный зал как не идеальный для боулдеринга, но идеальный для систематических тренировок. В 2018 году она немного отошла от тренировок ради получения степени.
В 2017 году она финишировала с бронзовой медалью на Кубке мира по ледолазанию, несмотря на полученную травму колена на середине финального маршрута. Клинглер сквозь слёзы из-за растяжения связок и повреждения мениска продолжала маршрут, по сути задействовав только одну ногу.
В 2019 году Клинглер выиграла чемпионат Швейцарии во всех трех олимпийских дисциплинах: трудность, скорость и боулдеринг. Получила право участвовать в Олимпийских играх по итогам чемпионата мира по скалолазанию 2019 года.
В 2021 году на Олимпиаде в Токио с результатом 8,42 с стала десятой в лазании на скорость, затем в боулдеринге, покорив один топ и достигнув три зоны, также стала десятой. В лазании на трудность добралась только до шестнадцатого зацепа, что стало 14-м результатом из 20 спортсменок, и не позволило ей выйти в олимпийский финал.